# Système avoirdupois

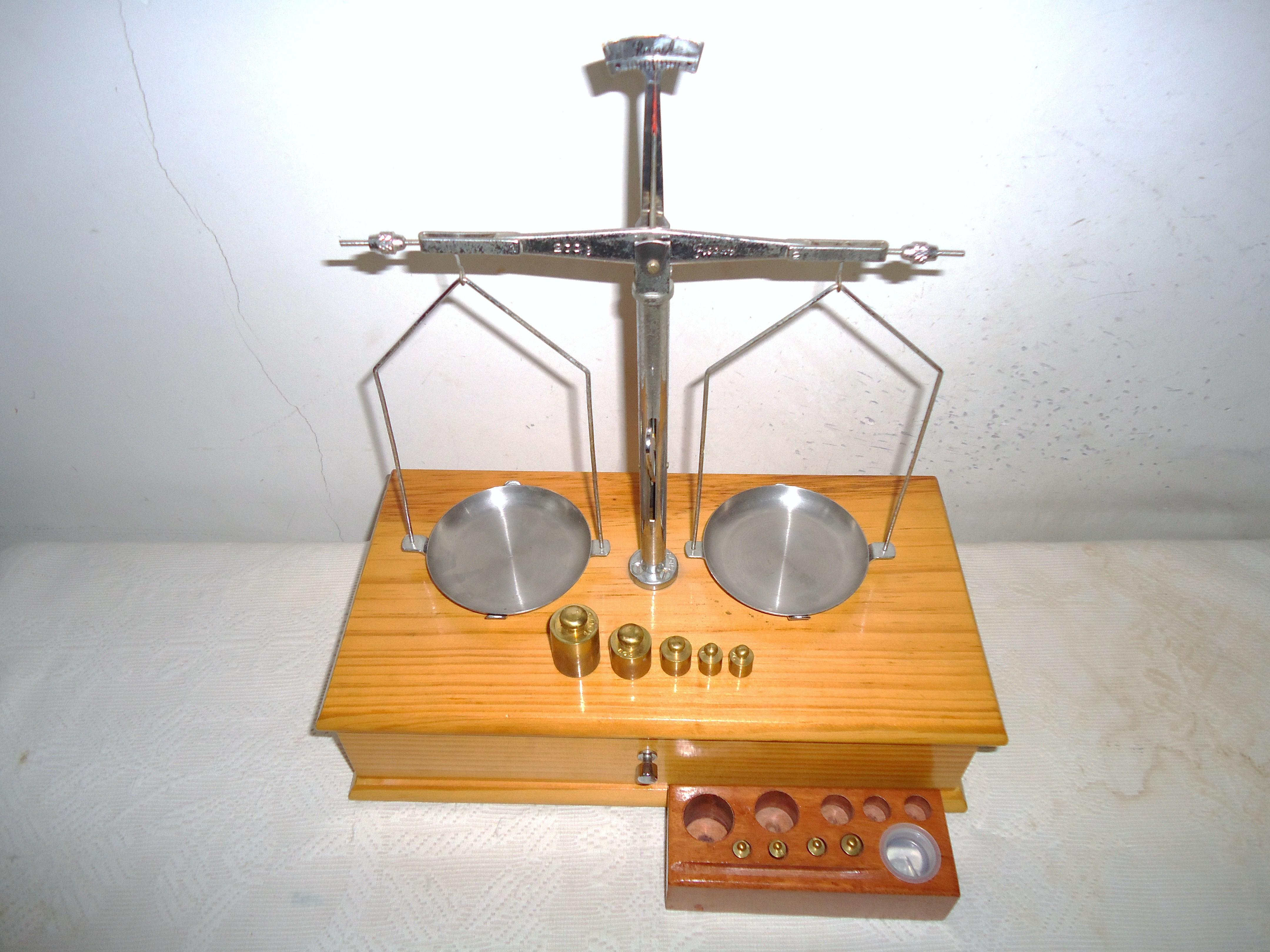
Balance ou balance à plateau finement conçue avec un ensemble de poids en grammes normalisés séquencés en unités de masse. De telles échelles sont utilisées pour effectuer les mesures les plus précises, comme dans les besoins de la chimie empirique.

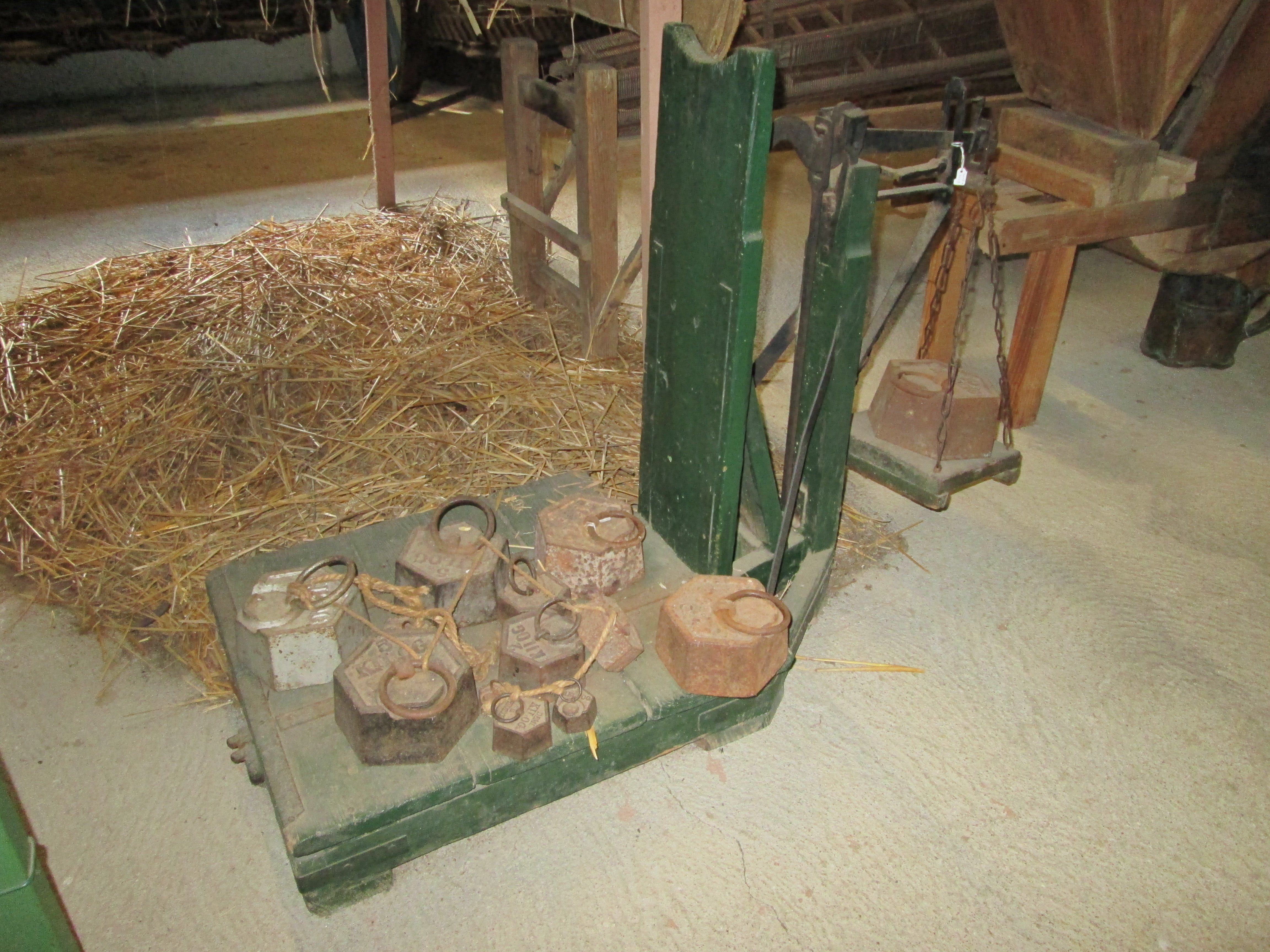
Des poids robustes comme ces antiquités à échelle décimale hexagonale ont été utilisés pour le commerce jusqu'à la fin du XXe siècle.

Le système avoirdupois ( /ˌ æ v ər d ə p ɔɪ z, Æ ˌ v w ɑːr dj u p w ɑː / ;  abrégé avdp. )  est un système de mesure des poids qui utilise les livres et les onces comme unités. Il a été utilisé pour la première fois au XIIIe siècle ap. J.-C. et a été mis à jour en 1959.
En 1959, par accord international, les définitions de la livre et de l'once sont devenues standardisées dans les pays qui utilisent la livre comme unité de masse. L’International Avoirdupois Pound est alors créée. C'est le système de poids utilisé aux États-Unis et, à des degrés divers, dans la vie quotidienne au Royaume-Uni, au Canada, en Nouvelle-Zélande, en Australie et dans certaines autres anciennes colonies britanniques, malgré leur adoption officielle du système métrique.
Les attributs généraux du système de poids avoirdupois ont été développés à l'origine pour le commerce international de la laine à la fin du Moyen Âge. Il était historiquement basé sur une livre physique standardisée ou un « poids prototype » qui pouvait être divisé en 16 onces. Il y avait un certain nombre de mesures de masse concurrentes, et le fait que la livre avoirdupois avait trois nombres pairs comme diviseurs (la moitié et la moitié et la moitié encore) a peut-être été la cause d'une grande partie de sa popularité, de sorte que le système l'a emporté sur les systèmes à 12 ou 10 ou 15 subdivisions. L'utilisation de ce système non officiel s'est progressivement stabilisée et a évolué, avec seulement de légers changements dans l'étalon de référence ou dans la masse réelle du prototype.
Au fil du temps, le désir de ne pas utiliser trop de systèmes de mesure différents a permis l'établissement de « relations de valeur », avec d'autres produits mesurés et vendus au poids tels que les marchandises en vrac (grains, minerais, lin…) et les métaux fondus ; ainsi, le système avoirdupois devint progressivement une norme acceptée dans une grande partie de l'Europe.
En Angleterre, Henri VII autorisa son utilisation comme étalon, et la reine Élisabeth Ire agit à trois reprises pour faire respecter une norme commune, établissant ainsi ce qui devint le système impérial des poids et mesures. À la fin du XIXe siècle, divers gouvernements ont agi pour redéfinir leurs normes de base sur une base scientifique et établir des rapports entre les mesures avoirdupois locales et les normes internationales du système métrique SI. Les actions en justice de ces divers gouvernements ont été conçues de manière indépendante et n'ont donc pas toujours choisi les mêmes ratios par rapport aux unités métriques pour chaque unité avoirdupois. Le résultat de ceci était, après ces normalisations, les mesures du même nom avaient souvent des valeurs reconnues légèrement différentes dans différentes régions (bien que la livre soit généralement restée très similaire). De nos jours, cela est évident dans la petite différence entre les livres sterling coutumières des États-Unis et les livres impériales britanniques.
Un système alternatif de masse, le système troy, est généralement utilisé pour les matériaux précieux. La définition moderne de la livre avoirdupois (1 lb) est exactement 0,453 592 37 kilogramme.

## Étymologie
Le mot avoirdupois vient de l’anglo-normand « aveir de peis », littéralement « marchandises de poids », désigne des marchandises qui étaient vendues en vrac et qui étaient pesées sur de grandes balances. Le terme a ensuite désigné le système particulier d'unités utilisées pour peser de telles marchandises. L'orthographe incohérente à travers l'histoire a laissé de nombreuses variantes du terme, telles que haberty-poie et haber de peyse. (Le peis normand est devenu le pois parisien. Au XVIIe siècle de a été remplacé par du.)
Bien que le mot avoir pouvait être à la fois un verbe et un nom, il était utilisé comme nom – signifiant un bien – au XVIe siècle pour différencier un bien vendu par articles (avoir de prix) d'un bien vendu par son poids (avoir de pois/poids),.
L'orthographe actuelle du dernier mot est poids dans l'orthographe française standard actuelle, mais le mot avoirdupois est resté tel quel dans l'anglosphère.

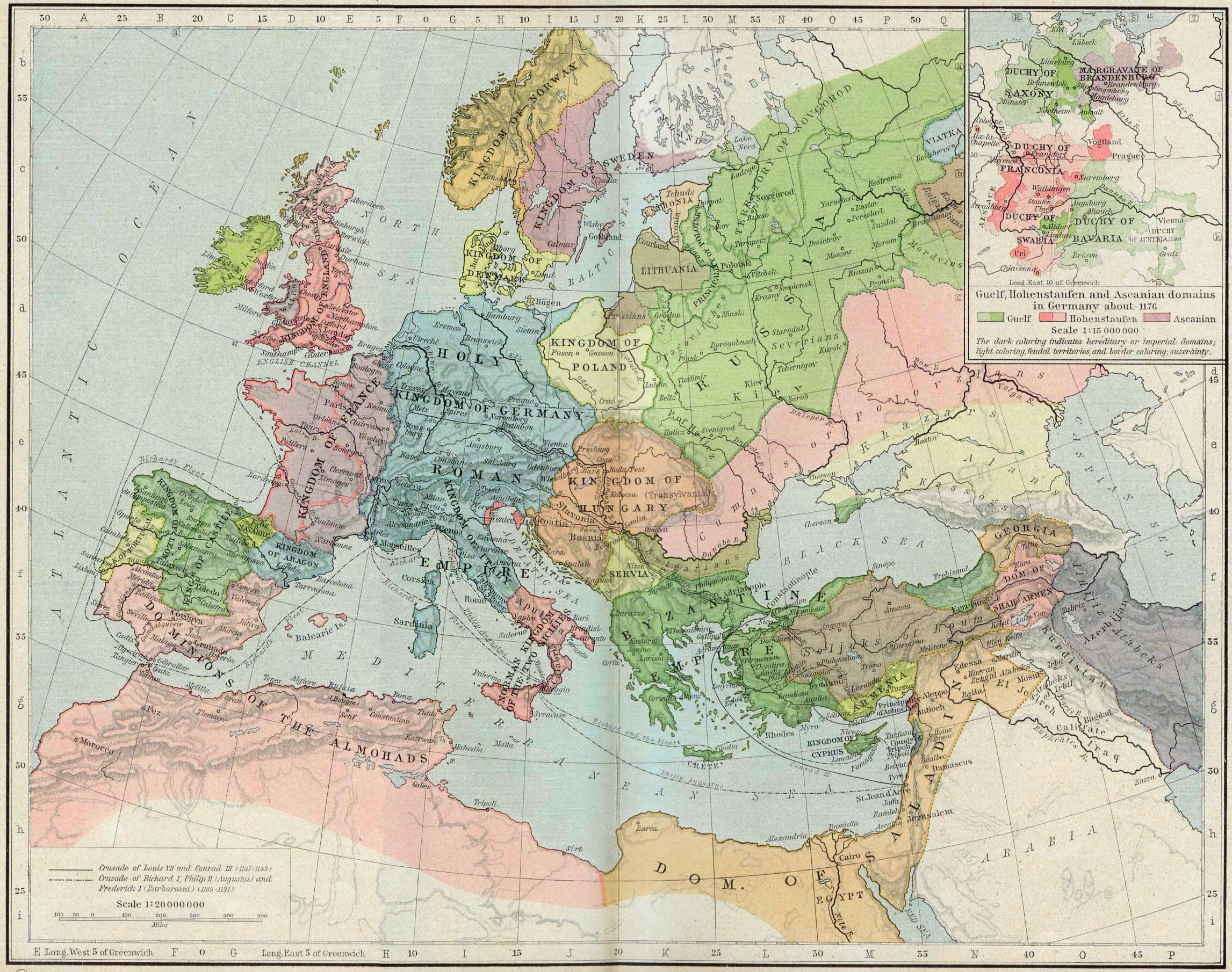
Les unités ont d'abord été utilisées par les commerçants de laine dans le Royaume d'Angleterre et les Pays-Bas à la fin du Haut Moyen Âge, alors que la croissance démographique et la Renaissance donnaient naissance à une population urbaine de plus en plus nombreuse et à une classe moyenne nouvellement établie.

## Histoire
L'essor de l'utilisation du système de mesure correspond à la recrudescence du commerce durant le Haut Moyen Âge après les premières croisades, lorsque l'Europe connaît une croissance des villes, passe du chaos des seigneurs de la guerre au commerce à longue distance, et commence des foires annuelles, des tournois et le commerce, par terre et par mer. Il existe deux hypothèses majeures concernant les origines du système avoirdupois. L'hypothèse la plus ancienne est qu'elle serait originaire de France. Une hypothèse plus récente est qu'elle est basée sur le système de poids de Florence.
On pense que le système de poids avoirdupois est entré en vigueur en Angleterre vers 1300. Il était à l'origine utilisé pour peser la laine. Au début du XIVe siècle, plusieurs autres systèmes de poids spécialisés ont été utilisés, y compris le système de poids de la Ligue hanséatique avec une livre de 16 onces de 7 200 grains et une marque de 8 onces. Cependant, le système de poids principal, utilisé pour la monnaie et pour un usage quotidien, était basé sur la livre tour de 12 onces de 5 400 grains. Du XIVe siècle jusqu'à la fin du XVIe siècle, la base des systèmes, la livre avoirdupois, le prototype de la livre internationale d'aujourd'hui était également connue sous le nom de livre de laine ou livre de laine avoirdupois.
La première version connue du système de poids avoirdupois avait les unités suivantes : une livre de 6 992 grains, une pierre de 14 livres, un sac de laine de 26 pierres, une once de 1⁄16 de livre, et enfin, l'once a été divisée en 16 « parties ».
La première occurrence connue du mot « avoirdupois » (ou une variante de celui-ci) en Angleterre provient d'un document intitulé Tractatus de Ponderibus et Mensuris (« Traité des poids et mesures »). Ce document est répertorié dans les premiers livres de lois sous le titre 31 Edward I du 2 février 1303. Des livres de lois plus récents la classent parmi les lois de date incertaine. Les érudits pensent aujourd'hui qu'il a probablement été écrit entre 1266 et 1303. Initialement un mémorandum royal, il a finalement pris force de loi et a été reconnu comme une loi par le roi Henri VIII et la reine Elizabeth Ire.
Il a été abrogé par la Loi sur les poids et mesures de 1824 . Dans le Tractatus, le mot « avoirdupois » ne fait pas référence à un système de poids, mais à une classe de marchandises, en particulier des marchandises lourdes vendues au poids, par opposition aux marchandises vendues au volume, au nombre ou à une autre méthode. Comme il est rédigé en français anglo-normand, ce document n'est pas la première occurrence du mot dans la langue anglaise.
|  |

### Vers une uniformité des mesures
Pendant le règne d'Édouard III (r. 1327-1377), trois développements majeurs se produisent. Premièrement, une loi connue sous le nom de 14 o Edward III. st. 1. Casquette. 12 (1340) « Des boisseaux et des poids seront fabriqués et envoyés dans chaque comté. »
Le deuxième développement majeur est le statut 25 o Edward III. st. 5. Casquette. 9. (1350) « Le poids de l'Auncel sera éteint, et la pesée sera faite par une balance égale. »
Le troisième développement est un ensemble de poids en bronze du XIVe siècle au Westgate Museum de Winchester, en Angleterre. Les poids sont en coupures de 7 livres (correspondant à une unité connue sous le nom de pince ou pince à laine), 14 livres (pierre), 56 livres (4 pierres) et 91 livres (1⁄4 de sac ou sac de laine). Le poids de 91 livres aurait été commandé par Édouard III en conjonction avec la loi de 1350, tandis que les autres poids auraient été commandés en conjonction avec les lois de 1340. Le poids de 56 livres a été utilisé comme étalon de référence jusqu'en 1588.
Un décret d'Henri VIII rendit obligatoire les poids avoirdupois.
En 1588, la reine Élisabeth Ire augmenta le poids de la livre avoirdupois à 7 000 grains et ajouta le grain de Troie au système de poids avoirdupois. Avant 1588, la « partie » (1⁄16 ) était la plus petite unité du système de poids avoirdupois. Au XVIIIe siècle, la « partie » est rebaptisée « drachme ».

### Formes originales
Ce sont les unités dans leurs formes originales françaises anglo-normandes 
| Unité                       | Valeur relative | Remarques |
| --------------------------- | --------------- | --------- |
| "partie"                    | 1⁄256           | 1⁄16 once |
| once (once)                 | 1⁄16            |           |
| livre (broyer)              | 1               |           |
| pere (Pierre)               | 14              |           |
| sak de leine (sac de laine) | 364             | 26 peres  |

#### Unités post-élisabéthaines
Au Royaume-Uni, 14 livres avoirdupois équivalent à une pierre. Le quart, le quintal et la tonne sont respectivement égaux à 28 lb, 112 lb et 2 240 lb pour que les masses soient facilement converties entre elles et la pierre. Voici les unités de la version britannique ou impériale du système avoirdupois :
| Unité                     | Valeur relative | Valeur métrique | Remarques        |
| ------------------------- | --------------- | --------------- | ---------------- |
| dram ou drachme (dr)      | 1⁄256           | ≈ 1,772 g       | 1⁄16 once        |
| once (oz)                 | 1⁄16            | ≈ 28,35 g       | 16 drachmes      |
| livre (lb)                | 1               | ≈ 453,4 g       | 16 onces         |
| pierre (st)               | 14              | ≈ 6,350 kg      | 1⁄2 quart        |
| quart (qr)                | 28              | ≈ 12,70 kg      | 2 pierres        |
| quintal long (cwt)        | 112             | ≈ 50,80 kg      | 4 quarts         |
| tonne (t) ou longue tonne | 2 240           | ≈ 1016 kg       | 20 quintaux long |

Remarque : la forme plurielle de la pierre unitaire est soit pierre soit pierres, mais la pierre est le plus souvent utilisée.

### Système coutumier américain
Les 13 colonies britanniques d'Amérique du Nord ont utilisé le système avoirdupois, mais ont continué à utiliser le système britannique tel qu'il était, sans l'évolution qui se produisait en Grande-Bretagne dans l'utilisation de l'unité de pierre. En 1824, il y avait une nouvelle législation historique sur les poids et mesures au Royaume-Uni que les États-Unis n'ont pas adoptée.
Aux États-Unis, les quarts, les quintaux et les tonnes restent définis comme 25, 100 et 2 000 lb respectivement. Le quart est désormais quasiment inutilisé, tout comme le quintal hors agriculture et matières premières. Si la désambiguïsation est nécessaire, alors ils sont appelés les plus petites unités « courtes » aux États-Unis, par opposition aux plus grandes unités « longues » britanniques. Les grains sont utilisés dans le monde entier pour mesurer les charges de poudre à canon et de poudre sans fumée. Historiquement, le dram a également été utilisé dans le monde entier pour mesurer les charges de poudre à canon, en particulier pour les fusils de chasse et les gros fusils à poudre noire.
| Unité                     | Valeur relative | Valeur métrique | Remarques     |
| ------------------------- | --------------- | --------------- | ------------- |
| grain (gr)                | 1⁄7 000         | ≈ 64,80 mg      | 1⁄7 000 livre |
| dram (dr)                 | 1⁄256           | ≈ 1,772 g       | 1⁄16 once     |
| once (oz)                 | 1⁄16            | ≈ 28,35 g       | 16 jours      |
| livre (lb)                | 1               | ≈ 453,6 g       | 16 onces      |
| quart (qr)                | 25              | ≈ 11,34 kg      | 25 livres     |
| quintal court (cwt)       | 100             | ≈ 45,36 kg      | 4 quarts      |
| tonne (t) ou tonne courte | 2 000           | ≈ 907,2 kg      | 20 quintaux   |